# Mumlavský vodopád
Mumlavský vodopád – rząd kaskad potoku Mumlava w środkowej części jego biegu, ok. 1,5 km na wschód od Harrachova, w Karkonoszach, w Czechach. Potok spływa po granitowych progach, z których najwyższy ma wys. ok. 10 m. W korycie rzeki woda i kamienie wytworzyły liczne kotły eworsyjne zwane Czarcimi Okami (cz. Čertova oka). Zimą wodospad często zamarza stając się lodospadem.
W pobliżu wodospadu znajduje się mostek na Mumlavie, taras widokowy oraz dwa bufety: U lišáka i Mumlavská bouda.

## Szlaki prowadzące do wodospadu
- z centrum Harrachova do schroniska Labská bouda
- łączący części Harrachova: Rýžoviště i Nový Svět[1]